# Копп, Теобальд
Теобальд Семёнович Копп (нем. Theobald Kopp, 6 сентября 1892, Красное, Краснянская волость, Аккерманский уезд, Бессарабия, Российская империя — 20 января 1943, Магадан, РСФСР, СССР) — католический священник Тираспольской епархии.

## Биография
Теобальд Копп родился в селе Красное в семье бессарабских немцов Симона Коппа и Элизабет Гросс. Окончил духовную семинарию. После изучения богословия Теобальд получил рукоположение в 1916 году. С 1917 года он являлся капелланом в Карлсруэ и с 1924 года в Катаринентале. В 1928 году Копп в качестве пастора получил приход Страсбурга.
В ходе сталинских репрессий католические священники подвергались массовым преследованиям, и с начала июня 1935 года Теобальд также вызывался для ежедневных допросов. 6 июня его арестовали по обвинению в переписке с зарубежными странами, 10 июня доставили в одесский следственный изолятор. 8 октября осуждён по статьям 54-10 ч. 1 и 54-4 ч. 1 к 7 годам исправительно-трудовых лагерей и 5 годам поражения в правах. Депортирован в Магадан, 29 апреля 1942 года по окончании срока приговора задержан до конца войны. Умер в Севвостлаге 20 января 1943 года. Похоронен на кладбище лагерного пункта в Магадане.
Теобальд Копп был признан католической церковью мучеником и включён в немецкую мартирологию XX века.